# Natalia Straub
Natalia Straub, z domu Natalija Kyselowa (ukr. Наталія Кисельова) (ur. 27 maja 1978) – ukraińska szachistka, reprezentantka Niemiec od 2007, arcymistrzyni od 1998.

## Kariera szachowa
Wielokrotnie reprezentowała Ukrainę na mistrzostwach świata i Europy juniorek w różnych kategoriach wiekowych, największy sukces odnosząc w 1993 w Szombathely, gdzie zdobyła tytuł mistrzyni Europy do 16 lat. W 1995 zakwalifikowała się do rozegranego w Kiszyniowie turnieju międzystrefowego, nie odnosząc jednak sukcesu. W 1996 zwyciężyła w otwartym turnieju Cracovia w Krakowie; podzieliła również III m. (za Olgą Stiażkiną i Dagnė Čiukšytė, wspólnie z Jeleną Zajac) we Frydku-Mistku. W roku 2000 podzieliła II m. (za Joanną Dworakowską, wspólnie z Zoją Lelczuk i Alisą Marić) w Bühlertalu. W 2001 zakwalifikowała się do pucharowego turnieju o mistrzostwo świata, który rozegrany został w Moskwie. W I rundzie wyeliminowała Wang Yu, ale w II przegrała z Alisą Gallamową i odpadła z dalszej rywalizacji. W 2003 podzieliła III m. (za Jeleną Dembo i Margaritą Wojską, wspólnie z m.in. Nino Churcidze) w turnieju Acropolis w Atenach.
Najwyższy wynik rankingowy w karierze osiągnęła 1 lipca 2001; mając 2382 punktów. zajmowała wówczas miejsce w połowie piątej dziesiątki światowej listy Międzynarodowej Federacji Szachowej.